# Social Network

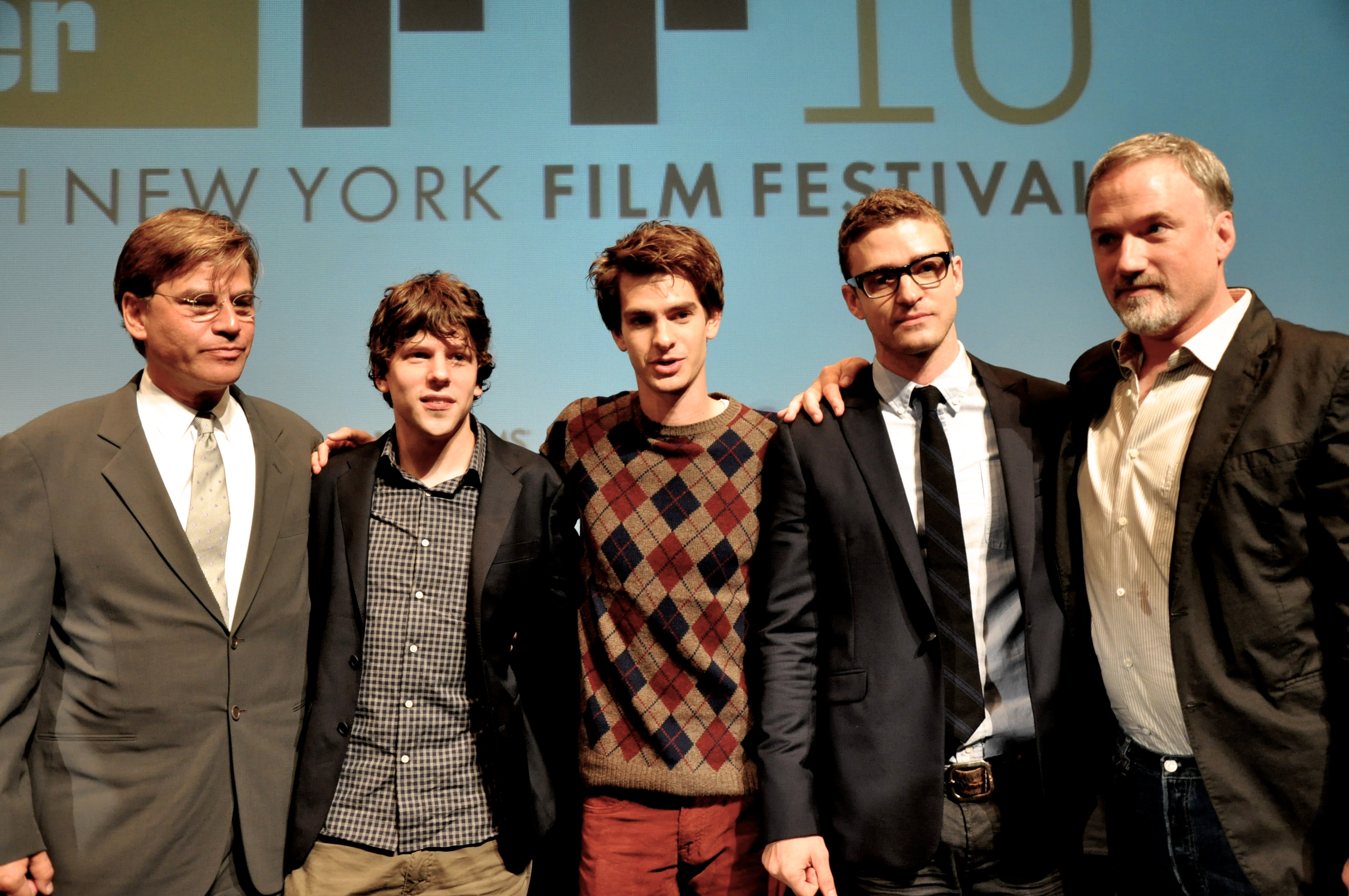
Från vänster: Aaron Sorkin, Jesse Eisenberg, Andrew Garfield, Justin Timberlake, David Fincher.

Social Network (originaltitel: The Social Network) är en amerikansk biografisk dramafilm från 2010, regisserad av David Fincher efter manus av Aaron Sorkin. Filmen baseras på Ben Mezrichs bok The Accidental Billionaires och handlar om uppkomsten av webbplatsen Facebook och dess grundare Mark Zuckerberg och Eduardo Saverin, samt Napster-grundaren Sean Parker. Zuckerberg porträtteras av Jesse Eisenberg.

## Rollista
| Jesse Eisenberg   | – Mark Zuckerberg                                |
| Andrew Garfield   | – Eduardo Saverin                                |
| Justin Timberlake | – Sean Parker                                    |
| Armie Hammer      | – Cameron och Tyler Winklevoss                   |
| Max Minghella     | – Divya Narendra                                 |
| Josh Pence        | – Tyler Winklevoss body double                   |
| Brenda Song       | – Christy Lee                                    |
| Rashida Jones     | – Marylin Delpy                                  |
| John Getz         | – Sy                                             |
| David Selby       | – Gage                                           |
| Denise Grayson    | – Gretchen                                       |
| Douglas Urbanski  | – Lawrence Summers                               |
| Rooney Mara       | – Erica Albright                                 |
| Joseph Mazzello   | – Dustin Moskovitz                               |
| Dustin Fitzsimons | – Ordförande för klubbhuset The Phoenix S-K Club |
| Patrick Mapel     | – Chris Hughes                                   |
| Wallace Langham   | – Peter Thiel                                    |
| Dakota Johnson    | – Amelia Ritter                                  |
| Malese Jow        | – Alice Cantwel                                  |
| Trevor Wright     | – Josh Thompson                                  |
| Shelby Young      | – K.C.                                           |

## Utmärkelser
Filmen belönades med fyra Golden Globe bland annat i kategorin bästa dramafilm 2010. Den var även nominerad till åtta Oscars och vann tre av dessa.
| Pris               | Kategori                        | Mottagare                                                     | Resultat  |
| ------------------ | ------------------------------- | ------------------------------------------------------------- | --------- |
| Oscar              | Bästa film                      | Scott Rudin, Dana Brunetti, Michael De Luca och Ceán Chaffin  | Nominerad |
| Oscar              | Bästa regi                      | David Fincher                                                 | Nominerad |
| Oscar              | Bästa manliga huvudroll         | Jesse Eisenberg                                               | Nominerad |
| Oscar              | Bästa manus efter förlaga       | Aaron Sorkin                                                  | Vann      |
| Oscar              | Bästa filmmusik                 | Trent Reznor och Atticus Ross                                 | Vann      |
| Oscar              | Bästa foto                      | Jeff Cronenwth                                                | Nominerad |
| Oscar              | Bästa ljud                      | Ren Klyce, David Parker, Michael Semanick och Mark Weingarten | Nominerad |
| Oscar              | Bästa klippning                 | Kirk Baxter och Angus Wall                                    | Vann      |
| Golden Globe Award | Bästa film – drama              | Social Network                                                | Vann      |
| Golden Globe Award | Bästa regi                      | David Fincher                                                 | Vann      |
| Golden Globe Award | Bästa manliga huvudroll – drama | Jesse Eisenberg                                               | Nominerad |
| Golden Globe Award | Bästa manliga biroll            | Andrew Garfield                                               | Nominerad |
| Golden Globe Award | Bästa manus                     | Aaron Sorkin                                                  | Vann      |
| Golden Globe Award | Bästa filmmusik                 | Trent Reznor och Atticus Ross                                 | Vann      |
| BAFTA Award        | Bästa film                      | Social Network                                                | Nominerad |
| BAFTA Award        | Bästa regi                      | David Fincher                                                 | Vann      |
| BAFTA Award        | Bästa manliga huvudroll         | Jesse Eisenberg                                               | Nominerad |
| BAFTA Award        | Bästa manliga biroll            | Andrew Garfield                                               | Nominerad |
| BAFTA Award        | Bästa manus                     | Aaron Sorkin                                                  | Vann      |
| BAFTA Award        | Bästa klippning                 | Angus Wall och Krik Baxter                                    | Vann      |
| BAFTA Award        | Rising Star Award               | Andrew Garfield                                               | Nominerad |